# Silicula rouchi
Silicula rouchi is een tweekleppigensoort uit de familie van de Siliculidae. De wetenschappelijke naam van de soort is voor het eerst geldig gepubliceerd in 1911 door Lamy.